# Artjom Wladimirowitsch Karawajew
Artjom Wladimirowitsch Karawajew (russisch Артём Владимирович Караваев; * 28. Februar 1992 in Nowosibirsk) ist ein russischer Eishockeyspieler, der zuletzt beim HK Sibir Nowosibirsk in der Kontinentalen Hockey-Liga unter Vertrag stand.

## Karriere
Artjom Karawajew begann seine Karriere als Eishockeyspieler in seiner Heimatstadt in der Nachwuchsabteilung des HK Sibir Nowosibirsk. Ab der Saison 2009/10 spielte der Verteidiger für die Juniorenmannschaft des Vereins in der multinationalen Nachwuchsliga Molodjoschnaja Chokkeinaja Liga. In der Saison 2011/12 gab er für die Profimannschaft des HK Sibir Nowosibirsk sein Debüt in der Kontinentalen Hockey-Liga.
In der Saison 2014/15 wurde er überwiegend bei Jermak Angarsk in der Wysschaja Hockey-Liga eingesetzt.